# Jaya

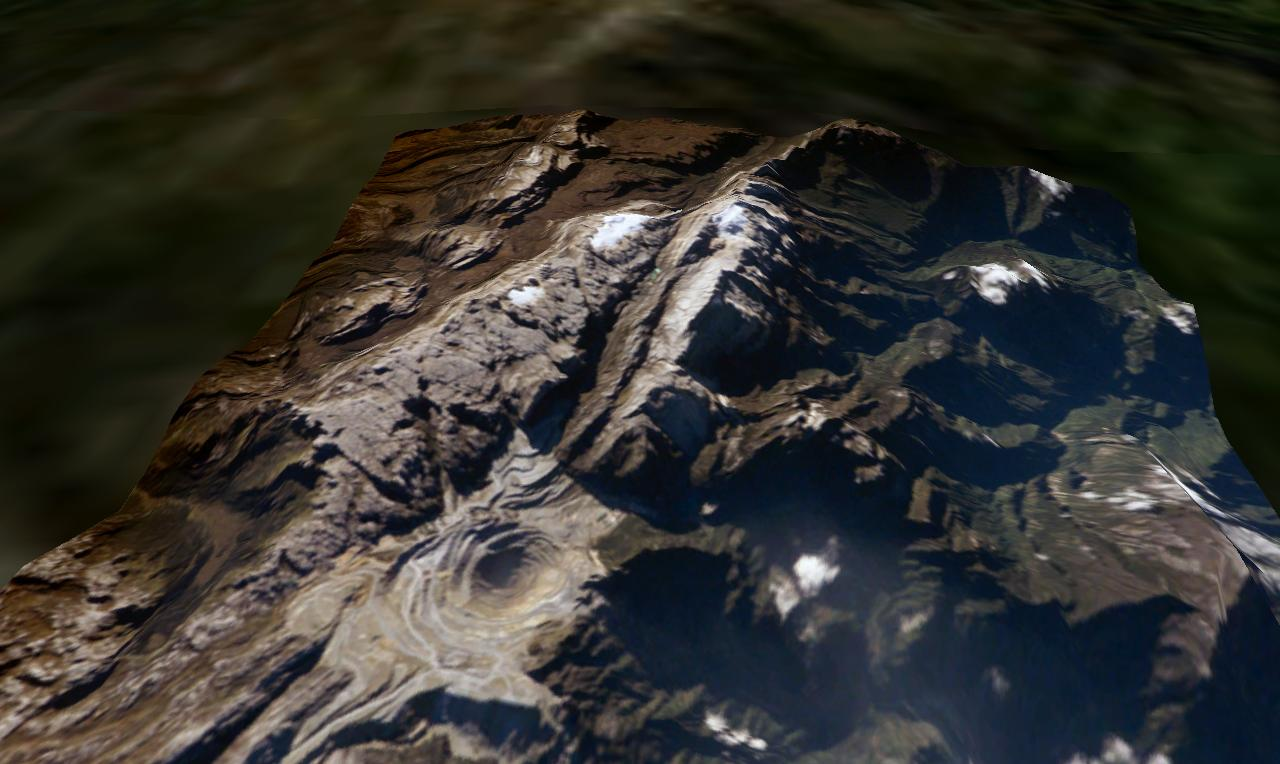
La zona de Puncak Jaya a mediados de 2005, con la mina de oro Grasberg, y los últimos restos de glaciares.

Mapa mostrando la disminución del glaciar Puncak Jaya en Indonesia durante el periodo 1850-2003 debido al calentamiento global.
(Si no ves la animación, haz clic sobre la imagen.)

El monte Jaya (Puncak Jaya en indonesio), también conocido como monte Carstensz o pirámide de Carstensz, es la montaña insular más alta del mundo y el pico más alto de Oceanía, en la isla de Nueva Guinea, con 4.884 metros de altura sobre el nivel del mar. Se encuentra en las montañas Sudirman, o Dugunduguoo, al oeste de la zona montañosa de Papúa, la mitad oeste de la isla principal de Indonesia que está en una zona frecuentemente agitada por terremotos y maremotos. Otros nombres incluyen Nemangkawi en el idioma amungkal, Ngga Pulu, Carstensz Toppen y Gunung Sukarno.
Es el pico situado en una isla más alto del mundo. Es la montaña más alta de Indonesia, la más alta de la isla de Nueva Guinea (que comprende la provincia indonesia de Papúa más el estado independiente de Papúa Nueva Guinea), la más alta de Oceanía (Australia), y la quinta montaña más alta en el Sureste Asiático político. También es el punto más alto entre el Himalaya y los Andes, y la pico de isla más alto en el Mundo. Algunas fuentes afirman que el monte Wilhelm, de 4.509 metros, es el pico de montaña más alto de Oceanía, considerando que Indonesia forma parte de Asia (Sudeste de Asia).

## Historia
Las tierras altas que rodeaban el pico estuvieron habitadas antes del contacto europeo, y el pico era conocido como Nemangkawi en Amungkal. Originalmente, Puncak Jaya se llamaba "Pirámide Carstensz", por el explorador neerlandés Jan Carstensz, quien fue el primero en avistar los hoy desaparecidos glaciares en la cima de la montaña, en un día despejado de 1623. El avistamiento quedó sin verificarse durante dos siglos, y Carstensz fue ridiculizado en Europa al afirmar que había visto nieve cerca del ecuador. Este nombre sigue siendo usado entre los montañeros. Aunque las nieves de Jaya fueron alcanzadas en 1909 por un explorador neerlandés, Hendrik A. Lorentz con seis porteadores indígenas dayak kenyah reclutados en Apo Kayan en Borneo, la cumbre no fue escalada hasta 1962, por una expedición encabezada por el montañero austríaco Heinrich Harrer (famoso por su libro Siete años en el Tibet), y tres amigos, P. Temple, R. Kippax y B. Huizenga.
Cuando Indonesia asumió el control de la provincia en los años sesenta, el monte fue renombrado "Puncak Sukarno", o "Pico Sukarno", por el primer presidente de Indonesia. Más tarde, fue cambiado por Puncak Jaya. Puncak significa "pico" o "montaña", y Jaya significa "victoria", "victorioso" o "glorioso". El conflicto entre las fuerzas armadas de Indonesia y la población se ha mantenido desde 1960.

## Geología
Puncak Jaya es el punto más alto de la cordillera central, que fue creada a finales de la orogenia melanesia del Mioceno, causado por una colisión oblicua entre la placa australiana y la del Pacífico y está formada por caliza de mediados del Mioceno.

## Acceso
Debido a la deteriorada situación política, el gobierno indonesio cerró el acceso público a la montaña en noviembre de 1995, requiriéndose un permiso especial del gobierno para entrar. Desde entonces hasta 2005 la montaña estuvo cerrada al turismo y los escaladores. Hoy en día (2006), el acceso es posible a través de varias agencias turísticas.

## Glaciares

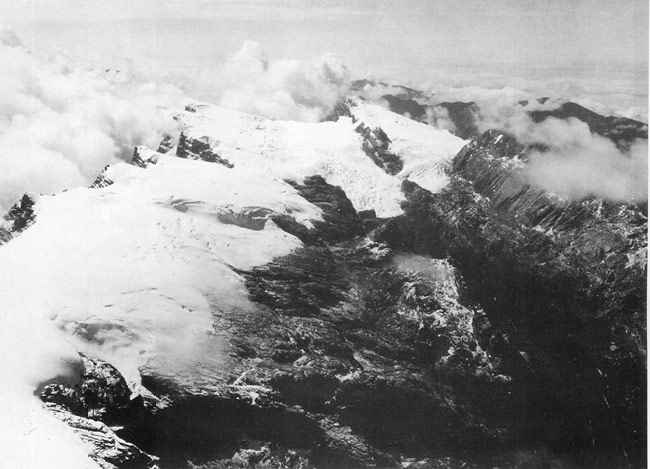
Las formaciones de hielo en la cima de Puncak Jaya, en 1936. Véase en 1972

Aunque la cumbre de Jaya está libre de hielo, por su elevada pendiente que no permite su acumulación, hay varios glaciares tropicales en sus laderas, incluyendo el glaciar Carstensz y el Firn de la pared norte. El glaciar Meren desapareció en el año 2000. Siendo ecuatorial, esta zona tiene poca variación de temperatura durante el año (alrededor de 0,5 °C), y los glaciares fluctúan sólo ligeramente en una base estacional. De cualquier modo, los análisis de la extensión de estos glaciares tropicales, muestran significativos retrocesos desde los años 1850, alrededor del tiempo del máximo en la Pequeña Edad de Hielo que afectó especialmente al hemisferio norte, indicando un calentamiento regional de alrededor de 0,6 °C por siglo entre 1850 y 1972.
El glaciar en Puncak Trikora en los montes Maoke desapareció completamente en algún momento entre el año 1939 y 1962. Desde los años 1970, las imágenes por satélite han puesto en evidencia el rápido derretimiento de los glaciares de Jaya (derecha). El Glaciar Meren se derritió en algún momento entre 1994 y 2000. Una expedición liderada por el paleoclimatólogo Lonnie Thompson en 2010 encontró que los glaciares están retrocediendo a un ritmo de siete metros por año y desaparecerán en cuatro o cinco años.
Actualmente la nieve que cae en la montaña se licúa antes de compactarse y no se acumula en los glaciares, por el calentamiento global.

## Alpinismo
El monte Jaya es uno de los ascensos más exigentes en una versión de la lista de las Siete Cumbres. En la otra es reemplazada por el monte Kosciuszko. Posee la calificación técnica más alta, si bien, no tiene las mayores demandas físicas en esa lista de ascensos. La ruta estándar es por la cara norte, y a lo largo de la arista de la cumbre, que es toda superficie de roca dura. A pesar de la gran mina, la zona es altamente inaccesible para los escaladores y el público en general, requiriendo andar 100 km desde la ciudad más cercana con un aeropuerto, Timika, al campamento base, que normalmente se tarda entre 4 y 5 días cada vía.[cita requerida]

Animación satelital de Puncak Jaya y alrededores, en la que se puede observar la desaparición de los glaciares(en color cian), en 1990 y 2003.